# ガスコーニュ語
ガスコーニュ語（ガスコーニュご、Lo gascon）は、オック語の一地域変種（方言）、あるいはオック諸語の一つ。
フランスのガスコーニュ地方、つまり、ボルドー以南のアキテーヌ地域圏、トゥールーズ以西のミディ＝ピレネー地域圏で主に使用される。また、スペインカタルーニャ州アラン谷で話されているアラン語はガスコーニュ語の地域変種で、同地域の公用語とされていたが、2010年に法令が改正され、カタルーニャ州全体の公用語となった。

## ガスコーニュ語の特徴
- スペイン語（カスティーリャ語）や、カタルーニャ語、その他の南オック語と同様、vは/b/と音韻的区別がなくなり、有声両唇摩擦音で発音される。
- 動詞の直前に、それ自体は意味を持たない小辞を用いる。使用は任意であるが、肯定文ではque、疑問文ではe、感嘆文ではbeとなるので、どのタイプの文であるかを示すマーカーとして機能する。
- 人名(姓ではなく)の前に冠詞を用いる。
- 所有形容詞を用いる代わりに、再帰代名詞を用いた構文を良く用いる。

## 表現
- Adiu　「こんにちは」「さようなら」
- Adishatz　「こんにちは」「さようなら」(複数の人に対して)
- Tiò/Quiò または Òc　「はい」
- Non または Non pas　「いいえ」
- Mercés　「ありがとう」
- Mercés plan/Mercés hèra/Fòrça mercés　「ありがとうございます」
- D'arren　「どういたしまして」
- Perdon/Desencusa　「すみません」
- En vse pregar/Se'vs platz　「お願いします」（丁寧、または複数の人に対して）
- En te pregar/Se't platz　「お願い」（通常体、または一人に対して）
- Quin vas?　「元気?　お元気ですか?」
- Que va plan　「元気です」

## 数
- 1 un, una
- 2 dus, duas
- 3 tres
- 4 quatre/quate
- 5 cinc
- 6 sheis
- 7 sèt
- 8 ueit
- 9 nau
- 10 dètz